# Andrea True
Andrea True (ur. 26 lipca 1943 w Nashville, zm. 7 listopada 2011 w Kingston) – amerykańska aktorka i reżyserka filmów pornograficznych oraz piosenkarka epoki disco, najbardziej znana z hitu „More, More, More”.

## Pochodzenie i wczesne lata
Urodziła się jako Andrea Marie Truden w Nashville w stanie Tennessee. Jej rodzicami byli słoweńscy imigranci: ojciec Frank był inżynierem, jednak zmarł kiedy Andrea miała 16 lat, a matka Ann prowadziła działalność metalurgiczną i była piosenkarką nurtu polka, występując z Frankie Yankovicem. W 1961 roku Andrea ukończyła katolicką szkołę dla dziewcząt St. Cecilia Academy w Nashville. W latach 60. przeprowadziła się do stanu Oklahoma, a następnie do Nowego Jorku.

## Kariera
W latach 70. zaczynała karierę jako aktorka filmów pornograficznych. Gerard Damiano zaangażował ją do filmu Meatball (1972) z Harrym Reemsem, a rok później pod pseudonimem Inger Kissen zagrała w produkcji Deep Throat Part II, będącym kontynuacją filmu Głębokie gardło. Znalazła się też w obsadzie melodramatu Sydneya Pollacka Tacy byliśmy (The Way We Were, 1973) oraz komedii Czterdzieści karatów (40 Carats, 1973). Bez powodzenia próbowała jednak zaistnieć w branży filmowej i w międzyczasie pisała też muzykę do reklam telewizyjnych. Do końca dekady wystąpiła w ok. 50 produkcjach pornograficznych i wyreżyserowała też własny film, Once Over Nightly (1976).
W 1975 podczas pobytu na Jamajce Andrea nagrała piosenkę „More, More, More” we współpracy z producentem Greggiem Diamondem. Utwór spotkał się z popularnością w dyskotekach, a następnie osiągnął także sukces na listach sprzedaży, docierając m.in. do miejsca 1. w Kanadzie, 4. w USA, 5. w Wielkiej Brytanii oraz top 10 w Irlandii i Niemczech. Jej pierwszy album, również zatytułowany More, More, More, został wydany pod nazwą The Andrea True Connection w 1976 przez Buddah Records i zawierał repertuar utrzymany w modnym wówczas stylu disco. Wydawnictwo osiągnęło średnie wyniki w notowaniach w Ameryce Północnej, podobnie jak kolejny singel, „Party Line”. W 1977 wydała drugą płytę, White Witch, także utrzymaną w nurcie disco, jednak nie spotkała się ona z sukcesem. Promujące ją single „N.Y., You Got Me Dancing” i „What’s Your Name, What’s Your Number” osiągnęły umiarkowane wyniki na amerykańskich i brytyjskich listach sprzedaży.
W 1980 wydała trzeci i ostatni album, War Machine. Wydawnictwo ukazało się tylko w Europie nakładem włoskiej wytwórni Ricordi International i zawierało materiał utrzymany w stylistyce rockowej. Choć album poniósł klęskę komercyjną, Andrea nie wróciła do branży pornograficznej i przez pewien czas występowała w klubach na Florydzie. Musiała jednak poddać się koniecznej operacji na fałdach głosowych, co w efekcie uniemożliwiło jej kontynuowanie kariery wokalnej. Przez resztę życia utrzymywała się głównie z dochodów za piosenkę „More, More, More”, zajmując się też astrologią i pomocą osobom z uzależnieniami.

## Życie prywatne
W wieku 19 lat wyszła za mąż za Davida L. Wolfe, z którym się później rozwiodła. W 1973 spotykała się z reżyserem Williamem Lustigiem.
Zmarła 7 listopada 2011 w wieku 68 lat w Kingston w stanie Nowy Jork na niewydolność serca.

## Dyskografia
Źródła:

### Albumy
- 1976: More, More, More
- 1977: White Witch
- 1980: War Machine

### Single
- 1975: „More, More, More”
- 1976: „Party Line”
- 1977: „N.Y., You Got Me Dancing”
- 1977: „What’s Your Name, What’s Your Number”
- 1980: „War Machine”
- 1980: „Make My Music for Me”